# Asse di un triangolo

Assi e circocentro

L'asse di un triangolo è ognuna delle tre rette perpendicolari ai tre lati e passanti per il loro punto medio.
I tre assi di un triangolo concorrono in un punto detto circocentro, che è il centro della circonferenza circoscritta sempre esistente passante dai vertici.